# Јелизово
Јелизово (рус. Е́лизово) градић је на полуострву Камчатка, на далеком истоку Русије. Смјештено је поред ријеке Аваче, 32 километра сјеверозападно од Петропавловска Камчатског. Према попису становништва из 2010. у граду је живело 39.548 становника и други је град по величини на Камчатки.
Град је основан 1848. године, као село по имену Стари Острог. Касније, 1897. године, селу је промијењено име у „Завојко“ (рус. Заво́йко), по руском адмиралу Василију Завојку, који је водио успјешну одбрану Петропавловска Камчатског од Уједињеног Краљевства и Француске 1854. године. Село је добило име Јелизово 1923. године, статус градског насеља 1964, а статус града тек 1975.
Аеродром „Петропавловск Камчатски“ је смјештен у овом граду, и представља највећи аеродром у Камчатској Покрајини. Према попису становништва из 2010. у граду је живело 39569 становника.

## Становништво
Према прелиминарним подацима са пописа, у граду је 2010. живело 39.548 становника, 1985 (5,01%) мање него 2002.
| 1959. | 1970.  | 1979.  | 1989.  | 2002.  | 2010.  |
| ----- | ------ | ------ | ------ | ------ | ------ |
| 4.532 | 14.485 | 36.210 | 46.929 | 41.533 | 39.569 |